# Heréd
Heréd är en ort i Ungern.   Den ligger i provinsen Heves, i den centrala delen av landet, 50 km nordost om huvudstaden Budapest. Heréd ligger 122 meter över havet och antalet invånare är 2 039.
Terrängen runt Heréd är platt. Runt Heréd är det ganska tätbefolkat, med 192 invånare per kvadratkilometer. Närmaste större samhälle är Hatvan, 5,8 km sydost om Heréd. Trakten runt Heréd består till största delen av jordbruksmark.